# Pretola
Pretola (Prètla in dialetto perugino) è una frazione di 1 036 abitanti del comune di Perugia (PG).
Si trova a pochi chilometri ad est di Perugia, sulla riva destra del fiume Tevere e prospiciente all'abitato di Ponte Valleceppi.

## Storia
Il tratto del Fiume Tevere dove sorge Pretola è il più vicino al nucleo antico della città di Perugia e probabilmente la via che scende lungo il Fosso del Camposanto, parte dell'attuale sentiero della Lavandaie, rappresentava la strada che collegava l'insediamento prima umbro e poi etrusco di Perugia oltre il Tevere a Oriente. Almeno fino all'epoca romana il guado del fiume verso est, verso Arna e Gubbio avveniva ove oggi sorge l'abitato di Pretola.
La chiesa di Pretola, dedicata a San Nicola, viene nominata in un documento imperiale del 1163, ciò può essere un'indicazione sul periodo in cui nasce l'insediamento di Pretola, legato alla messa a coltura della zona. Nella documentazione più antica troviamo il toponimo di Fracta Iamperetole. Fracta indica il disboscamento volto a creare fratti ossia parti di terreno distrutte o spezzate. Iamperetole secondo alcuni storici potrebbe indicare il pietrame o i ciottoli del Tevere. Una seconda teoria lo vede legato alla presenza di alberi di pera.
In seguito venne edificato un mulino posto in una posizione protetta da attacchi nemici in quanto lontano dai ponti sul Tevere e riparato dalla ripida collina verso Perugia. Il mulino venne con molta probabilità fatto costruire da un ordine religioso. Successivamente l'area venne a trovarsi sotto il dominio della Famiglia Boccoli che  - tra il 1367 e il 1370 - edificò una torre a difesa del mulino e della villa di loro proprietà corrispondente oggi al nucleo di case di fronte alla stessa torre. I Boccoli persero Pretola nel corso della disputa tra Beccherini e Raspanti, ma con la sconfitta di questi ultimi ne tornarono in possesso. Tra gli strascichi di questa disputa va inserito il saccheggio e la distruzione dei molini lungo il Tevere da parte di Braccio Fortebraccio. Il capitano di ventura nell'aprile 1410 devastò case e ville di Pretola e incendiò il mulino. Tre anni dopo Matteo Boccoli vendette la villa e la torre all'Ospedale Santa Maria della Misericordia che intendeva dotarsi di un granaio produttivo. È ancor oggi visibile sulla facciata della torre lo stemma dell'Opera Ospedaliera. La torre venne ristrutturata intorno al 1440. 
Cento anni dopo il territorio di Pretola fu teatro di un nuovo conflitto: il 28 maggio 1540 a si tenne uno degli scontri più cruenti della Guerra del Sale con oltre duecento morti tra Perugini e truppe pontificie. La vittoria papalina della guerra segnò l'assoggettamento di Perugia e del suo contado allo Stato Pontificio.

## Economia e manifestazioni
In passato l'economia del borgo di Pretola si basava sui mestieri legati al fiume Tevere: i raccoglitori di legna o uncinatori che arpionavano i tronchi d'albero portati via dalle piene e raccolti con l'uncinaja (un uncino normalmente realizzato in acero campestre); i cavatori di rena, le lavandaie e i carrettieri. Pretola a partire dall'Ottocento e fino agli anni Cinquanta ha rappresentato una vera e propria lavanderia a cielo aperto al servizio della città di Perugia. 
La vicinanza della superstrada E45 ne ha favorito lo sviluppo in tempi recenti. Grazie alla presenza di un ponte già in tempi antichi, gli abitati di Pretola e Ponte Valleceppi possono quasi essere considerati come un tutt'uno. L'agricoltura, in piccola parte, e aziende artigianali ed attività industriali sono alla base del reddito locale.
- Ogni anno il 17 di gennaio si celebra l'inizio del Carnevale con la Rinascita di Carnevalino[1], una statuetta antropomorfa che rappresenta appunto il Carnevale.
- Nella prima settimana di giugno si tiene il Concerto alla Primavera organizzato dalla Filarmonica di Pretola.
- Nella prima settimana di ottobre vi si tiene la Festa della Canaiola, dedicata ad una particolare varietà d'uva.

## Monumenti e luoghi d'arte
- La Torre (XIV secolo), un possente mastio a pianta quadrata che sorge in prossimità della riva fluviale;
- Chiesa di S. Nicola di Bari (XIV secolo). All'interno, tre altari, un simulacro ligneo che raffigura S. Nicolò e vestigia di affreschi quattrocenteschi sulla parete sinistra.
- Nel mezzo del centro abitato sorge un interessante esempio di villa in stile Liberty, Villa Mencaroni (1900), recentemente oggetto di un restauro conservativo che ha riguardato anche gli affreschi che decorano i soffitti degli ambienti dei piani nobili.

## Associazioni culturali
- Filarmonica di Pretola. Il corpo bandistico fondato nel 1978 è tra le principali filarmoniche del territorio perugino. La Filarmonica di Pretola tiene ogni anno alla Sala dei Notari di Palazzo dei Priori il Concerto dell'Epifania.
- Ecomuseo del Tevere. A Pretola ha sede l'Ecomuseo del Tevere nato su spinta dell'Associazione Ecomuseo del Fiume e della Torre con la volontà di salvaguardare e valorizzare patrimonio ambientale, storico e culturale del Tevere, dai percorsi pedonali e dal paesaggio ai saperi tradizionali, alle memorie, agli antichi mestieri fino ai canti popolari.

## Sport
Gode di una discreta notorietà il Gran Premio Pretola, gara ciclistica che si svolge ininterrottamente ogni anno dal 1952, che fino al 2012 è stata riservata alla categoria élite under 23 e che dal 1997 al 2012 è stata inserita nel calendario nazionale della Federazione Ciclistica Italiana. Nel 2013 la gara è stata riservata alla categoria juniores.

### Associazioni sportive
- Polisportiva Pretola (calcio)
- Associazione sportiva dilettantistica "Tevere"  (ciclismo)

### Impianti sportivi
- Campo da calcio "La Renaccia"
- CVA